# Оглендув
Огле́ндув (пол. Oględów) — деревня в гмине Сташув, Сташувского повета Свентокшиского воеводства, Польша. В 1975-98 годах входил в Тарнобжегское воеводство.
В деревне около 150 домов и на 2006 год было 402 жителя.

## История
Название деревни Огледув скорее всего происходит от имени основателя, который, вероятно, именовался "Огленд".
Из тщательного анализа истории региона следует, что на территории нынешнего Оглендува уже в X-XI веке стояло несколько деревянных домов во времена  Сташа Кмиотко, который был первым владельцем сташовских земель и которого упоминает Ян Длугош. Мало что известно о судьбе жителей деревни во время нападения татар на близлежащий Сташувек (старое название Сташува), жителей которого убили, а деревянный костёл сожгли. В 1252 году. Болеслав Стыдливый созвал в Оглендуве сенаторское вече, в котором сам участвовал. Также вече проходило тут в 1256 году.

### Бой у Оглендува

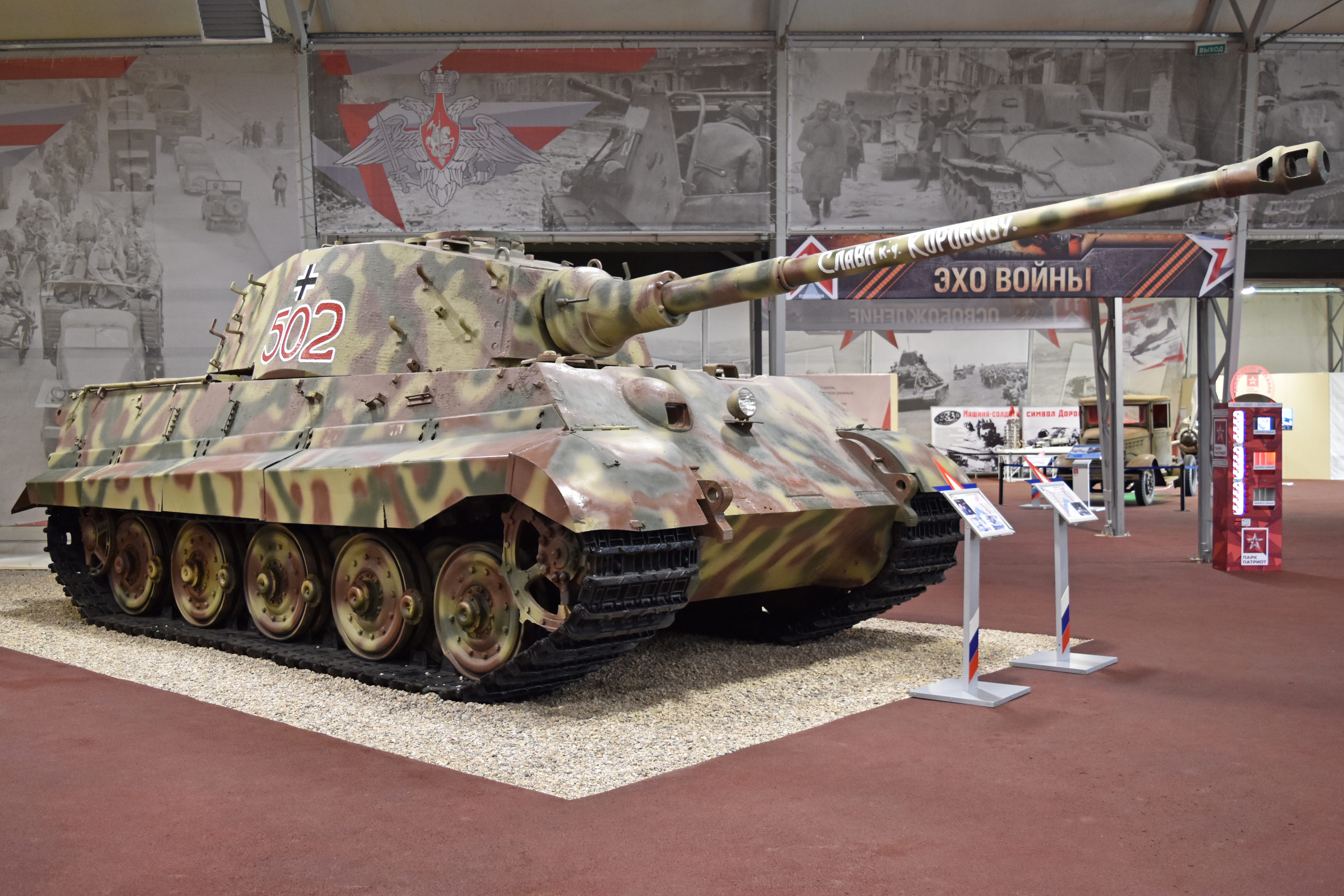
Тигр II («Королевский тигр»), захваченный в Оглендуве. Бронетанковый музей в Кубинке

Во время Второй мировой войны 12 августа 1944 года в окрестностях Оглендува происходило примечательное танковое сражение между Т-34-85 с советской стороны и превосходящими силами немцев, в том числе с впервые появившимися на фронте «Королевскими Тиграми» («Тигр II»), в котором победа осталась за Красной армией. Исход битвы имел важное значение для захвата Сандомирского плацдарма, который в свою очередь сыграл решающую роль в последующем успешном развитии Висло-Одерской операции и окончания войны.
Один из «Тигров» был захвачен и сейчас находится в танковом музее в Кубинке.